# Les Orelles de la Mula
Les Orelles de la Mula és una muntanya de 688 metres que es troba entre els municipis de Colera i de Rabós, a la comarca catalana de l'Alt Empordà.
Deu el seu nom al fet que són dues muntanyes bessones situades en direcció nord-sud a la Serra de Balmenta. Les anomenen així els habitants dels pobles mariners, per exemple de Llançà, mentre que la gent d'interior en diu les Barbes del (o de) Boc.